# Diana Yákovleva
Diana Alexéyevna Yákovleva –en ruso, Диана Алексеевна Яковлева– (Moscú, 13 de abril de 1988) es una deportista rusa que compite en esgrima, especialista en la modalidad de florete.
Ganó dos medallas en el Campeonato Mundial de Esgrima, plata en 2014 y bronce en 2013, y dos medallas de plata en el Campeonato Europeo de Esgrima, en los años 2013 y 2014. En los Juegos Europeos de Bakú 2015 obtuvo una medalla de oro en la prueba por equipos.

## Palmarés internacional
| Campeonato Mundial | Campeonato Mundial    | Campeonato Mundial | Campeonato Mundial  |
| Año                | Lugar                 | Medalla            | Prueba              |
| ------------------ | --------------------- | ------------------ | ------------------- |
| 2013               | Budapest (Hungría)    | Medalla de bronce  | Florete por equipos |
| 2014               | Kazán (Rusia)         | Medalla de plata   | Florete por equipos |
| Juegos Europeos    |                       |                    |                     |
| Año                | Lugar                 | Medalla            | Prueba              |
| 2015               | Bakú (Azerbaiyán)     | Medalla de oro     | Florete por equipos |
| Campeonato Europeo |                       |                    |                     |
| Año                | Lugar                 | Medalla            | Prueba              |
| 2013               | Zagreb (Croacia)      | Medalla de plata   | Florete individual  |
| 2014               | Estrasburgo (Francia) | Medalla de plata   | Florete por equipos |